# Beudantit
Beudantit (veraltet auch Bieirosit und Beaudantit) ist ein eher selten vorkommendes Mineral aus der Mineralklasse der Phosphate, Arsenate und Vanadate mit der chemischen Formel PbFe3+3(AsO4)(SO4)(OH)6. Beudantit ist damit chemisch gesehen ein Blei-Eisen-Arsenat-Sulfat mit zusätzlichen Hydroxidionen.
Es kristallisiert im trigonalen Kristallsystem und entwickelt isometrische (pseudowürfelige oder pseudooktaedrische) bis tafelige Kristalle bis zu 5 mm Größe, kann aber auch in Form von mikrokristallinen Krusten und massiven Mineral-Aggregaten auftreten.

## Etymologie und Geschichte

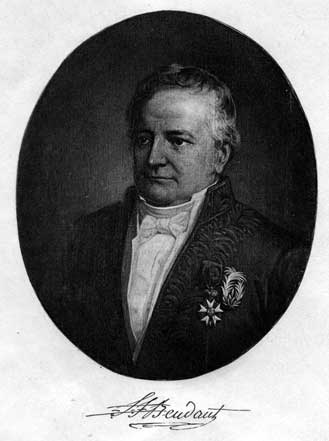
Namensgeber für den Beudantit: François Sulpice Beudant

Die Geschichte der Entdeckung des Minerales Beudantit geht zurück auf die umfangreiche Sammlung von Adolarius Jacob Forster, nach dem später das Mineral Forsterit benannt wurde. Im Jahre 1806 erbte der führende Mineralienhändler des 19. Jahrhunderts, John Henry Heuland (das Mineral Heulandit wurde nach ihm benannt), diese Sammlung von seinem Onkel Jacob Forster. Er erweiterte sie erheblich und verkaufte sie 1820 an Charles Hampden Turner mit der Auflage, einen Katalog nach der Klassifikation von René-Just Haüy (Haüyn) zu erstellen. Mit der Erstellung dieses Kataloges wurde der damals in London lebende Mediziner, Mineraloge und Mathematiker Armand Lévy beauftragt. Im Zuge dieser Arbeit entdeckte Lévy neben einigen anderen Mineralien 1826 auch ein neues arsen- und eisenhaltiges Bleisulfat, das von der Grube Luise bei Horhausen unweit Bürdenbach im Westerwald stammte. Er benannte es nach dem französischen Mineralogen François Sulpice Beudant (1787–1850) als Beudantit. Typmaterial für den Beudantit ist nicht definiert. Nicht verwechselt werden darf das Mineral mit dem von Nicola Covelli (1790–1829) als „Beudantit“ beschriebenen Mineral, das sich als Nephelin erwiesen hat.

## Klassifikation
In der veralteten 8. Auflage der Mineralsystematik nach Strunz gehörte der Beudantit zur Mineralklasse der „Sulfate, Chromate, Molybdate, Wolframate“ und dort zur Abteilung „Wasserfreie Sulfate mit fremden Anionen“, wo er gemeinsam mit Corkit, Hidalgoit, Hinsdalit, Kemmlitzit, Svanbergit, Weilerit und Woodhouseit in der „Woodhouseit-Reihe“ mit der Systemnummer VI/B.03b steht.
In der zuletzt 2018 überarbeiteten Lapis-Systematik nach Stefan Weiß, die formal auf der alten Systematik von Karl Hugo Strunz in der 8. Auflage basiert, erhielt das Mineral die System- und Mineralnummer VII/B.35-090. Dies entspricht der Klasse der „Phosphate, Arsenate und Vanadate“ und dort der Abteilung „Wasserfreie Phosphate, mit fremden Anionen F,Cl,O,OH“, wo Beudantit zusammen mit Corkit, Gallobeudantit, Hidalgoit, Hinsdalit, Kemmlitzit, Schlossmacherit, Svanbergit und Woodhouseit die „Beudantitgruppe“ mit der Systemnummer VII/B.35 bildet.
Die von der International Mineralogical Association (IMA) zuletzt 2009 aktualisierte 9. Auflage der Strunz’schen Mineralsystematik ordnet den Beudantit in die Klasse der „Phosphate, Arsenate und Vanadate“ und dort in die Abteilung „Phosphate usw. mit zusätzlichen Anionen; ohne H2O“ ein. Hier ist das Mineral in der Unterabteilung „Mit mittelgroßen und großen Kationen; (OH usw.) : RO4 = 3 : 1“ zu finden, wo es zusammen mit Corkit, Gallobeudantit, Hidalgoit, Hinsdalit, Kemmlitzit, Orpheit, Svanbergit, Weilerit und Woodhouseit die „Beudantitgruppe“ mit der Systemnummer 8.BL.05 bildet.
In der vorwiegend im englischen Sprachraum gebräuchlichen Systematik der Minerale nach Dana hat Beudantit die System- und Mineralnummer 43.04.01.01. Das entspricht der Klasse der „Phosphate, Arsenate und Vanadate“ und dort der Abteilung „Phosphate“. Hier findet er sich innerhalb der Unterabteilung „Zusammengesetzte Phosphate etc., (Wasserfreie zusammengesetzte Anionen mit Hydroxyl oder Halogen)“ in der „Beudantitgruppe“, in der auch Corkit, Hidalgoit, Orpheit, Hinsdalit, Svanbergit, Kemmlitzit, Woodhouseit, Weilerit und Gallobeudantit eingeordnet sind.

## Kristallstruktur
Beudantit kristallisiert im trigonalen Kristallsystem in der Raumgruppe R3m (Raumgruppen-Nr. 166), mit den Gitterparametern a = 7,315 Å und c = 17,035 Å sowie drei Formeleinheiten pro Elementarzelle.

## Eigenschaften

### Morphologie
Beudantit bildet Kristalle mit pseudokubischem Habitus, deren tragende Form das würfelähnliche Grundrhomboeder {1011} ist. Durch Kombination mit dem Basispinakoid {0001} allein oder mit einem steilen Rhomboeder oder Pinakoid wird ein scheinbar eckenabstumpfendes Oktaeder erzeugt. Kristalle im spitzrhomboedrischen Habitus entstehen durch steile Rhomboeder in Kombination mit kantenabstumpfenden Rhomboedern. Bei den Kristallen von der Typlokalität Grube „Luise“ sind die Rhomboederflächen gelegentlich horizontal gestreift. Ferner in nach dem Basispinakoid {0001} tafeligen und – sehr selten – auch in nadeligen Kristallen. Beudantit kann Zwillinge aus zweiachsigen Einzelkristallen bilden, die ausnahmsweise im Zentrum eine positive Einachsigkeit vortäuschen.

### Physikalische und chemische Eigenschaften
Die Farbe der Kristalle und Aggregate des Beudantits zeigt eine beträchtliche Variation von gelb über grünlichgelb, rot, dunkelgrün und braun bis hin zu schwarz. Die Strichfarbe des durchscheinenden bis durchsichtigen Beudantits ist dagegen graugelb bis grün. Die Oberflächen der Beudantitkristalle weisen einen glas- bis harzähnlichen Glanz auf.
Das Mineral zeigt eine gute Spaltbarkeit nach dem Basispinakoid {0001}, bricht aber aufgrund seiner Sprödigkeit ähnlich wie Glas oder Quarz, wobei die Bruchkanten muschelig ausgeprägt sind. Mit einer Mohshärte von 3,5 bis 4,5 gehört Beudantit zu den mittelharten Mineralen, die sich ähnlich wie das Referenzmineral Fluorit mit einem Taschenmesser leicht ritzen lassen. Die berechnete Dichte des Minerals liegt bei 4,49 g/cm3.
Das Mineral gibt im geschlossenen Röhrchen Wasser ab, welches Lackmus rötet und mit Bariumchlorid einen weißen Niederschlag gibt. Gelbbraune Boraxperle in der Oxidationsflamme. Durch Erhitzen mit Soda und etwas Borax auf Kohle mit der inneren Flamme entsteht eine schwarze Perle, aus der spröde Metallteilchen und ein weiches bleiähnliches Korn gewonnen werden können. Beim Erhitzen der spröden Metallteilchen im offenen Röhrchen typischer Arsengeruch und weißes kristallines Sublimat. Beudantit ist in heißer HCl vollständig löslich; in der Lösung lassen sich Eisen und Sulfat nachweisen.

## Modifikationen und Varietäten
Beudantit ist das arsenatdominante Analogon zum phosphatdominierten Corkit, mit dem er eine vollständige Mischkristallreihe bildet. Weiterhin existieren Mischkristallreihen mit Segnitit und Plumbojarosit.
Lossenit hat sich als Mixtur aus Skorodit und Beudantit erwiesen.

## Bildung und Fundorte
Beudantit bildet sich sekundär in der Oxidationszone (Eiserner Hut) von hydrothermalen polymetallischen, bleihaltigen Erzlagerstätten. Typische Begleitminerale sind Olivenit, Karminit, Skorodit, Azurit, Mimetesit, Dussertit, Arseniosiderit, Pharmakosiderit, Bayldonit, Duftit, Anglesit und Cerussit auftritt.
Als eher seltene Mineralbildung ist Beudantit an verschiedenen Fundorten zum Teil reichlich vorhanden sein, ist aber insgesamt wenig verbreitet. Bisher (Stand 2016) sind rund 420 Fundorte bekannt.
Die Typlokalität des Beudantits ist die Grube „Luise“ bei Bürdenbach im Landkreis Altenkirchen (Westerwald), Rheinland-Pfalz, das Mineral ist aber auch von der ebenfalls im Westerwald gelegenen Grube „Schöne Aussicht“ bei Dernbach unweit Montabaur bekannt. Fundstellen in Deutschland sind vor allem die Grube Clara im Rankach-Tal bei Oberwolfach sowie weitere Lokalitäten im Schwarzwald (Baden-Württemberg). Aus Österreich u. a. aus der Wildfrauengrotte, Teschengraben, Krieglach, Fischbacher Alpen, Steiermark; aus der Schweiz u. a. von der Nordflanke der Cima della Bianca oberhalb des Val Casatscha, Val Cristallina, Graubünden.
Die weltweit besten Beudantite stammen aus der weltberühmten Cu-Pb-Zn-Ag-Ge-Cd-Lagerstätte der „Tsumeb Mine“ (Tsumcorp Mine) in Tsumeb, Region Oshikoto, Namibia sowie aus der Corta San Valentín, Sancti Spiritu, Sierra Minera de Cartagena-La Unión, La Unión, Murcia, Spanien.
Beudantit ist ferner aus Argentinien, Australien, Belgien, Chile, China, Eritrea, Frankreich, Griechenland, Grönland, Iran, Irland, Italien, Japan, Kanada, Kasachstan, Kuba, Mexiko, Marokko, Niederlande, Norwegen, Peru, Portugal, Russland, Sambia, Südafrika, Tschechien, Ungarn, dem Vereinigten Königreich und den Vereinigten Staaten bekannt.

## Verwendung
Beudantit ist nur von geringer wirtschaftlicher Bedeutung. In Erzen der Oxidationszone von Sulfidlagerstätten (Eiserner Hut) ist Beudantit der Hauptträger von Silber und wird in einigen Lagerstätten abgebaut.
Die Minerale der Jarosit- und Beudantitgruppe können neben Blei und Arsen noch weitere hochgiftige Schwermetalle (z. B. Thallium) enthalten und sind nahezu unlöslich in Wasser. Sie spielen daher eine wichtige Rolle bei der Fixierung von Schwermetallen aus Industrieabfällen und Halden und können verhindern, dass Schwermetalle ins Grundwasser ausgespült werden.